# Mad Love
Mad Love (2011) – amerykański serial komediowy stworzony przez Matta Tarsesa oraz wyprodukowany przez Two Soups Productions, FanFare Productions, CBS Television Studios i Sony Pictures Television.
Premiera serialu miała miejsce w Stanach Zjednoczonych 14 lutego 2011 na amerykańskim kanale CBS.
Dnia 15 maja 2011 zostało ogłoszone, że serial Mad Love został oficjalnie anulowany przez stację CBS po pierwszym sezonie. Dzień później 16 maja 2011 został wyemitowany ostatni odcinek serialu.

## Opis fabuły
Serial opisuje historię czwórki przyjaciół – Bena Parra (Jason Biggs), Kate Swanson (Sarah Chalke), Connie Grabowski (Judy Greer) oraz Larry'ego Munscha (Tyler Labine), którzy postanawiają poszukać miłości w Nowym Jorku. Razem wspólnie przeżywają niezwykłe perypetie.

## Obsada

### Główni
- Jason Biggs – Ben Parr
- Sarah Chalke – Kate Swanson
- Judy Greer – Connie Grabowski
- Tyler Labine – Larry Munsch

### Drugoplanowi
- Sarah Wright – Tiffany McDermott
- Hal Williams – Earl
- Martin Starr – Clyde
- Chris Parnell – Dennis Barrett

## Odcinki
| №  | Nr | Tytuł                       | Reżyseria            | Scenariusz      | Premiera (CBS)   |
| -- | -- | --------------------------- | -------------------- | --------------- | ---------------- |
| 1  | 1  | Fireworks                   | Pamela Fryman        | Matt Tarses     | 14 lutego 2011   |
| 2  | 2  | Friends and Other Obstacles | Scott Ellis          | Rob DesHotel    | 21 lutego 2011   |
| 3  | 3  | The Kate Gatsby             | Rob Schiller         | Adrian Wenner   | 28 lutego 2011   |
| 4  | 4  | Little Sister, Big City     | Mark Cendrowski      | Jared Miller    | 7 marca 2011     |
| 5  | 5  | To Munsch or Not to Munsch  | Beth McCarthy-Miller | Corey Nickerson | 14 marca 2011    |
| 6  | 6  | The Spy Who Loved Me        | Rob Schiller         | Josh Malmuth    | 21 marca 2011    |
| 7  | 7  | Baby, You Can Drive My Car  | Beth McCarthy-Miller | Corey Nickerson | 28 marca 2011    |
| 8  | 8  | Paw and Order               | Beth McCarthy-Miller | Leila Strachan  | 11 kwietnia 2011 |
| 9  | 9  | Pub Quiz                    | Lee Shallat-Chemel   | Rob Sheridan    | 18 kwietnia 2011 |
| 10 | 10 | The Young and The Reckless  | Scott Ellis          | Rob Sheridan    | 25 kwietnia 2011 |
| 11 | 11 | The Secret Life of Larry    | Gail Mancuso         | Peter Begler    | 2 maja 2011      |
| 12 | 12 | Friends                     | Gail Mancuso         | Rob DesHotel    | 9 maja 2011      |
| 13 | 13 | After The Fireworks         | Gail Mancuso         | Adrian Wenner   | 16 maja 2011     |